# Torreskrähe
Die Torreskrähe (Corvus orru), auch Salvadorikrähe genannt, ist ein Vogel aus der Gattung der Raben und Krähen (Corvus). Sie kommt von der Wallacea über Neuguinea bis nach Australien vor.
Torreskrähen verwerten eine große Bandbreite Nahrungsquellen und sind sehr anpassungsfähig. Die IUCN stuft ihre Bestandssituation als ungefährdet (least concern) ein. Es werden drei Unterarten unterschieden.

## Merkmale

### Körperbau und Farbgebung

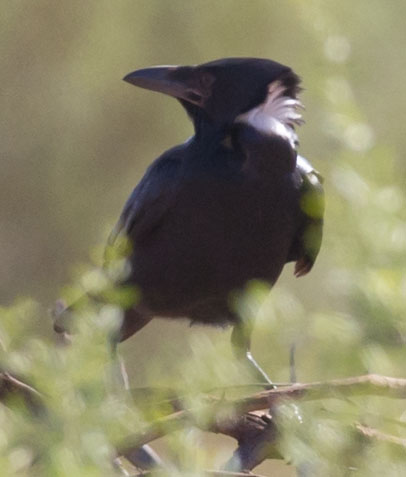
Seitlicher Wind macht die weiße Federbasis des Gefieders sichtbar

Zwischen den Geschlechtern der Torreskrähe besteht weder in der Gefiederfärbung noch im Körperbau ein Dimorphismus, gleiches gilt für Jung- und Altvögel. Sie erreicht eine Körperlänge von 46 bis 51 cm. Der Schnabel ist 57,6–61,9 mm lang. Die Torreskrähe hat eine Flügellänge von 337–354,9 mm, ihr Schwanz misst 18,8–20 mm. Das Gewicht liegt zwischen 440 und 670 g. Sie ist damit etwa so groß wie die Neuhollandkrähe, die in Australien am weitesten verbreitete Corvus-Art.
Das Gefieder der Torreskrähe wirkt einheitlich schwarz. Das Gefieder an Kopf, Hals, Körperoberseite, Brust, Flanken sowie das Gefieder der Unterschwanzdecken glänzt schwarz. Der Schimmer reicht von einem metallischen Grün auf den Ohrendecken bis zu einem blauvioletten Schimmer auf den übrigen Körperteilen. Die Intensität des Schimmers hängt dabei stark vom Lichteinfall ab. Die Körperunterseite ist mattschwarz.
Die Federn haben eine weiße Federbasis, schwarz sind die Federn lediglich ab der Mitte. Bei lebenden Vögeln ist diese Federbasis sichtbar, wenn starker Wind die Federn auseinander bläst.
Der Schnabel ist schwarz, beim Oberschnabel ist das hintere Drittel inklusive der Nasenlöcher von Borstenfedern bedeckt. Bei adulten Vögeln ist die Iris weißlich mit einem hellblauen inneren Ring. Die Beine und die Füße sind schwarz.

### Jungvögel
Jungvögel sind geringfügig kleiner als die adulten Vögel. Der Schnabel ist bei ihnen noch kürzer. Das Gefieder glänzt noch nicht so stark wie bei den adulten Vögeln und wirkt etwas bräunlich. Der Schnabel ist bei ihnen noch dunkelgrau, die Iris ist blaugrau. Die Umfärbung der Iris beginnt, wenn die Vögel etwa 22 Monate alt sind.

## Verwechslungsmöglichkeiten
In Australien kommen die Corvus-Arten Gesellschaftskrähe, Neuhollandkrähe, Tasmankrähe und die Bennettkrähe vor, die bei Feldbeobachtungen schwierig von der Tasmankrähe zu unterscheiden sind. Der Torreskrähe fehlen allerdings die verlängerten Halsfedern, wie sie für die Gesellschaftskrähe, die Neuhollandkrähe und die Tasmankrähe typisch sind. Als sicherstes Unterscheidungsmerkmal gilt der Ruf.

## Verbreitungsgebiet und Lebensraum

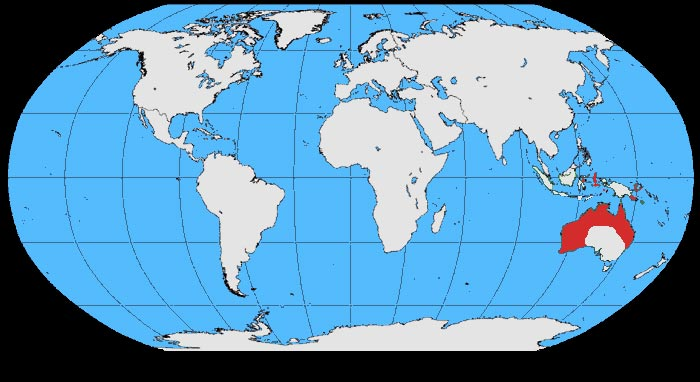
Verbreitungsgebiet der Torreskrähe

Die nördliche Verbreitungsgrenze der Torreskrähe ist die Wallacea, welche das Übergangsgebiet zwischen asiatischer und australischer Fauna darstellt und damit zwischen Orientalis und Australis liegt. Von dort reicht das Verbreitungsgebiet über den Norden der Molukken, den Osten der Kleinen Sundainsel und die Tiefebenen Neuguineas bis nach Australien, wo die Torreskrähe in der nördlichen Hälfte des australischen Festlandes eine weit verbreitete Art ist.
Die Torreskrähe besiedelt eine Reihe unterschiedlicher Waldtypen, die alle vergleichsweise trocken sind und einen lichten Baumbestand aufweisen. Eine besondere Präferenz hat sie für Eukalyptuswälder. Daneben kommt sie auch auf Agrarflächen vor, sofern dieses noch einige Baumbestände aufweisen. Sie ist außerdem dort anzutreffen, wo sich ihr ein reiches Nahrungsangebot bietet. So ist die Torreskrähe regelmäßig entlang von Straßenrändern und auf Müllhalden zu sehen.
Im Südosten des australischen Bundesstaates Queensland hat die Zahl der Torreskrähen seit den 1970er Jahren auffällig zugenommen. Als Ursache gilt der vermehrte Getreideanbau in dieser Region.
Die Wanderbewegungen der Torreskrähe sind noch nicht abschließend untersucht. Grundsätzlich wird davon ausgegangen, dass Paare ein Revier ganzjährig besetzen. Subadulte und nicht-brütende Torreskrähen durchziehen dagegen ein größeres Gebiet.

## Lebensweise

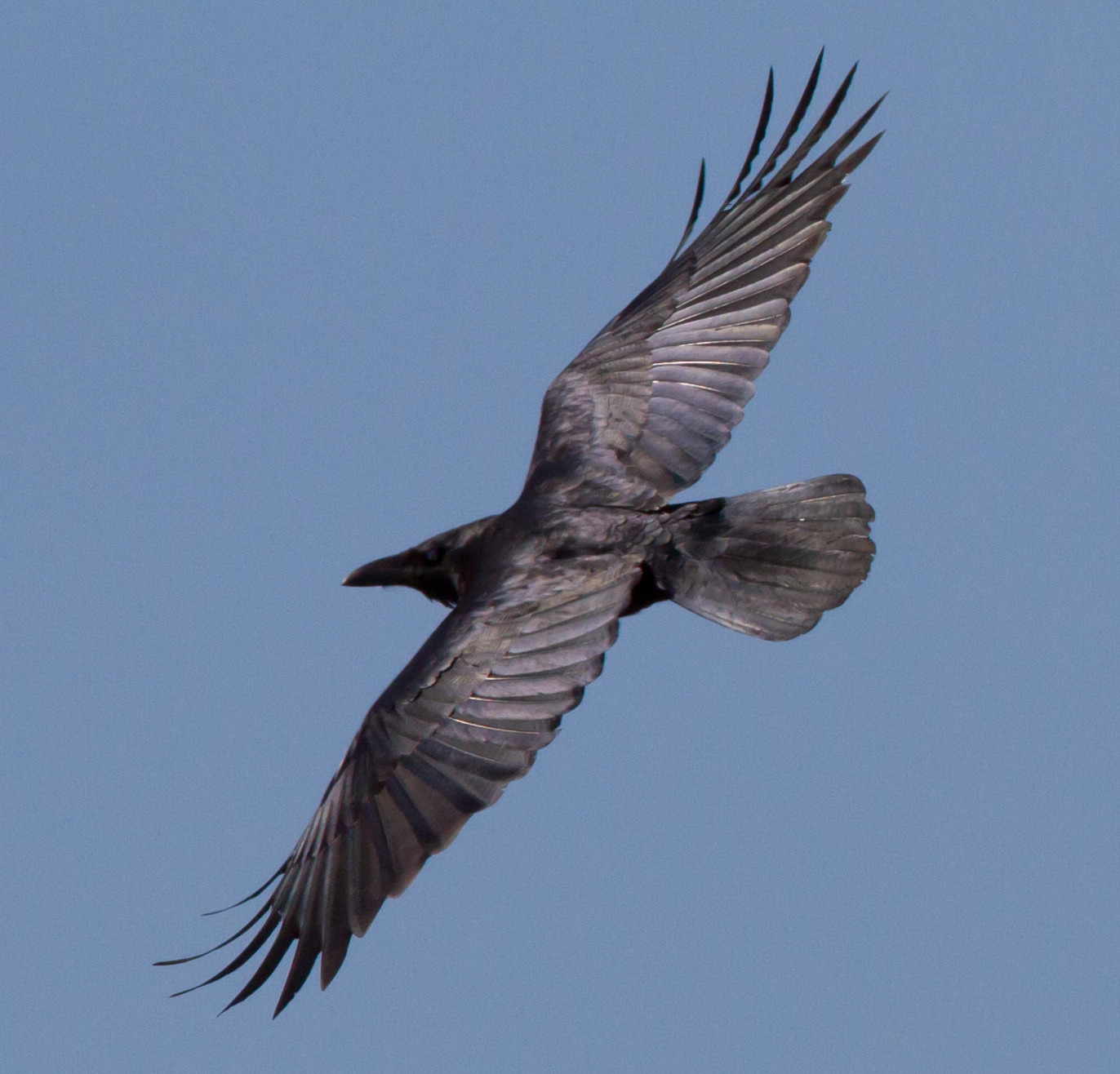
Flugbild

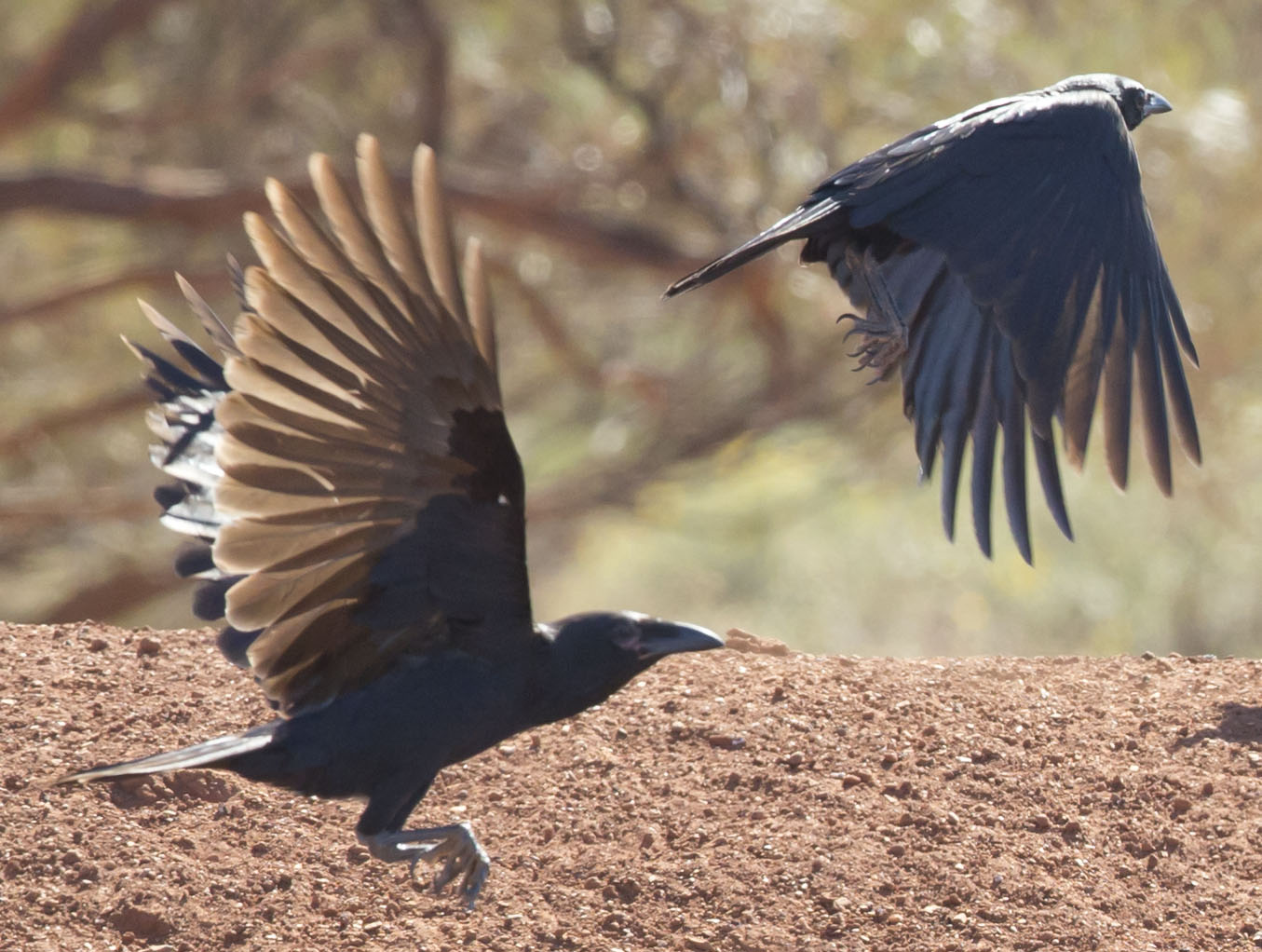
Auffliegende Torreskrähen

Torreskrähen leben einzelgängerisch, in Paaren oder in kleinen Trupps von bis zu 20 Vögeln. In Ausnahmefällen werden auch Trupps dieser Art beobachtet, die bis zu 150 Individuen umfassen.

### Nahrung
Torreskrähen sind opportunistische Allesfresser. Ein großer Teil des Nahrungsbedarfes wird mit Insekten, insbesondere Käfer und Raupen, abgedeckt. Daneben spielen Samen inklusive Getreidearten und Früchte eine große Rolle. Torreskrähen fressen außerdem kleine Wirbeltiere, darunter auch kleine Vögel sowie Nestlinge und Eier diverser Vogelarten. Nachgewiesen ist beispielsweise ein Fressen von Eiern des Brillenpelikans und des Kuhreihers. Sie fressen außerdem Aas. Die Nahrungszusammensetzung hängt von der Jahreszeit und dem Verfügbarkeit einzelner Nahrungsbestandteile ab. Den größten Teil ihrer Nahrung finden sie auf dem Boden. An größeren Kadavern, auf abgeernteten Feldern oder auf ausgedehnten Müllhalden finden sich häufig mehrere Individuen ein. Sie sind während der Nahrungssuche außerdem häufiger mit Weißwangenreihern, Maskenkiebitzen, Jägerliesten, Glocken-Schwatzvögeln (Manorina melanophrys), Stelzenmonarchen, Gartenfächerschwänzen, Schwarzgesicht-Raupenfängern und Grund-Raupenfängern (Coracina maxima) vergesellschaftet. Die Torreskrähe gehört zu den heimischen australischen Tierarten, die die Agakröte überwältigen und töten können.

### Fortpflanzung
Torreskrähen sind ab dem zweiten Jahr geschlechtsreif, brüten in der Regel aber erst, wenn sie mindestens drei Jahre alt sind. Das Brutpaar verteidigt ein Revier und duldet in der Nähe des Nestes keine Artgenossen. Sie sind an keine spezifische Brutzeit gebunden, Nester mit Gelegen werden in allen Kalendermonaten gefunden. Das Nest wird in einer Astgabel in einem hohen Baum errichtet. Meist handelt es sich dabei um Eukalyptusbäume. Das Nest wird aus Ästen und Zweigen errichtet und die Nestmulde mit Gras, Wurzeln, Rinde, Pferdehaar und Wolle ausgelegt. Das Gelege umfasst ein bis sechs Eier, die typische Gelegegröße sind fünf Eier. Der Legeabstand beträgt ein bis zwei Tage. Es brütet nur das Weibchen, während das Männchen Futter zum Nest bringt. Die Brutzeit beträgt 19 Tage. Die Nestlinge sind nach etwa 41 Tagen flügge.